# ژوژانا چوبانکی
ژوژانا چوبانکی (به انگلیسی: Zsuzsanna Csobánki) (زادهٔ ۲۸ مارس ۱۹۸۳) شناگر اهل مجارستان است.